# Smokie
Smokie je anglická hudební skupina, která byla založena v roce 1965 a dosahovala nejvýraznějších úspěchů v 70. letech 20. století. Smokie hráli glam rockovou hudbu. Skupina existuje, byť v pozměněném složení, až do dnešních dní.

## Diskografie
- 1974 – Pass It Around
- 1975 – Changing All The Time
- 1976 – Smokie
- 1976 – Midnight Cafe
- 1977 – Bright Lights & Back Alleys
- 1978 – The Montreux Album
- 1979 – The Other Side Of The Road
- 1981 – Solid Ground
- 1982 – Strangers In Paradise
- 1987 – All Fired Up
- 1989 – Boulevard Of Broken Dreams
- 1992 – Whose Are These Boots?
- 1992 – Chasing Shadows
- 1993 – Burnin' Ambition
- 1995 – The World And Elsewhere
- 1996 – Light A Candle
- 1998 – Wild Horses
- 2000 – Uncovered
- 2001 – Uncovered Too
- 2004 – On The Wire
- 2006 – From the Heart
- 2008 – Eclipse
- 2010 – Take a Minute

## Videografie
- Smokie Bratislavská lyra '83 (1983)
- Bad Segeberg 1996 (1996)
- Smokie Live at Circus Stockholm (2006)
- Live at Rival (2008)

## Ocenění
| Rok  | Kandidát / práce      | Cena                                     | Výsledek |
| ---- | --------------------- | ---------------------------------------- | -------- |
| 1975 | Nejlepší nová skupina | Sobotní předávání britských popových cen | Výhra    |
| 1977 | Kapela                | Zlatý Otto Bravo                         | Výhra    |
| 1978 | Kapela                | Zlatý Otto Bravo                         | Výhra    |
| 1978 | Kapela                | Stříbrný Das Freiziet Freizeit Revue     | Výhra    |
| 1979 | Kapela                | Stříbrný Otto Bravo                      | Výhra    |